# Jeonatã
Jeonatã (Yehoh·na·thán) ou Jônatas (Yoh·na·thán) (significa "Jeová Deu") foi um escriba que viveu durante o cerco do rei Nabucodonosor II sobre Jerusalém. O profeta Jeremias foi aprisionado em sua casa. A casa provavelmente tinha no porão um lugar adequado para encarceramento. Este lugar de confinamento tinha “compartimentos abobadados”, talvez masmorras. As condições ali eram tão ruins que Jeremias temia por sua vida.
Na língua hebraica, o nome Jeonatã frequentemente é usado de modo intercambiável com Jonatã.